# Rini Otte
Sara Catharina (Rini) Otte (Amsterdam, 26 april 1917 - aldaar, 19 mei 1991) was een Nederlands actrice, illustrator, tekenares en beeldhouwer.

## Levensloop
Ze werd geboren als dochter van decoratieschilder Carel Otte en zijn vrouw Sara Catharina Swagerman. In 1935 kreeg ze een contract bij de filmstudio Cinétone en speelde een figurantenrol in Suikerfreule (1935). Otte had aanvankelijk geen behoefte om voor de film te acteren; ze had zich enkel als figurante aangemeld om in de studio aan haar tekenschetsen te kunnen werken. Twaalf meisjes moesten figureren in een scène met Annie van Duyn en één meisje moest in haar oor fluisteren. Otte was aanwezig op de set om te schetsen en moest dienen als vervangster toen het laatste meisje afwezig bleek; ook werd zij aangewezen om het meisje te spelen dat in Van Duyns oren fluistert.
Otte werd op de set van Suikerfreule ontdekt door een cameraman, die haar aanraadde auditie te doen voor Jonge Harten (1936). Hoewel ze nauwelijks acteerervaring had, werd haar een van de hoofdrollen gegeven. Juist om die reden kreeg ze uiteindelijk veel lof van recensenten. Ze noemden haar acteerspel natuurlijk en spontaan. Ook het publiek genoot ervan een actrice te zien spelen zonder gebruik te maken van theatrale emoties. Otte herinnerde zich van de opnamen, op locatie in Texel, dat door slecht weer de productie een tijd werd platgelegd. Otte bracht haar dagen etend door en kwam tijdens de draaiperiode uiteindelijk twintig pond aan.
Otte werd opgemerkt door de Duitse regisseur Max Ophüls, die haar de vrouwelijke hoofdrol gaf in Komedie om Geld (1936). Het werd geen kaskraker, maar werd goed ontvangen door critici. Ze ontmoette via Ophüls het hoofd van Em. Querido's Uitgeverij, Fritz Helmut Landshoff. Ze ging met hem een verhouding aan en reisde regelmatig met hem mee naar het buitenland. Ondanks haar stijgende populariteit, stopte ze dat jaar met het acteren in films om zich te richten op wat ze het graagst deed; tekenen. Ze tekende reclamekaarten voor Amsterdamse winkeliers en illustreerde boekomslagen.
In 1939 bleef Otte enige tijd in Londen om acteerlessen te nemen. Ze ontmoette de Duitse regisseur Ludwig Berger, die haar een jaar later een bijrol gaf in de film Ergens in Nederland (1940). Hierin speelde ze naast onder andere Lily Bouwmeester en Fien de la Mar. Het werd een groot succes, maar werd na de inval van de Duitsers al snel uit de cinema's verbannen. Het uitbreken van de Tweede Wereldoorlog betekende voor Otte het einde van haar filmcarrière. Om toch geld te verdienen, ging ze het toneel in en nam genoegen met een rol in het toneelstuk Het Masker, die in het seizoen 1940-1941 werd opgevoerd. In 1941 verhuisde ze naar Den Haag en sloot zich aan bij Het Residentie Tooneel, waar ze tot en met 1946 bleef werken.
Hoewel Otte in haar latere leven vertelde dat ze in het toneel pas tot bloei kwam als actrice, werd ze in deze jaren nauwelijks opgemerkt. Ze ontmoette bij een van de gezelschappen acteur Jan Retèl, met wie zij op 11 februari 1942 in het huwelijk trad. Ze vestigden zich in Voorburg, omdat ze naar eigen zeggen geen andere woning konden vinden. In 1946 kwam echter een einde aan haar huwelijk en carrière. Landshoff keerde terug naar Nederland na een verblijf in New York. Otte verliet haar man voor haar oude geliefde en verhuisde met hem naar de Verenigde Staten. In dat land trouwde ze met hem en beviel ze van haar eerste kind.
Otte en Landshoff keerden al in 1947 terug naar Nederland, waar ze zich bezighield met beeldhouwen. Ze kreeg met Landshoff nog twee kinderen en bleef met hem getrouwd tot zijn dood in 1988. Otte overleed op 74-jarige leeftijd in een Amsterdams verpleeghuis.